# Ned Pines
Ned Pines né le 10 décembre 1905 et mort le 14 mai 1990 est un éditeur de comics américain.

## Biographie
Ned Pines naît le 10 décembre 1905 à Malden dans le Massachusetts.. En 1928, il fonde sa maison d'édition de comics appelée Pines Publications. Il la dirige jusqu'en 1961. En 1942, il fonde la société d'édition Popular Library qu'il dirige jusqu'en 1966. Il laisse son poste à cette date mais reste tout de même au conseil d'administration. Il meurt le 14 mai 1990 dans l'état de New York.